# Пелелиу (остров)

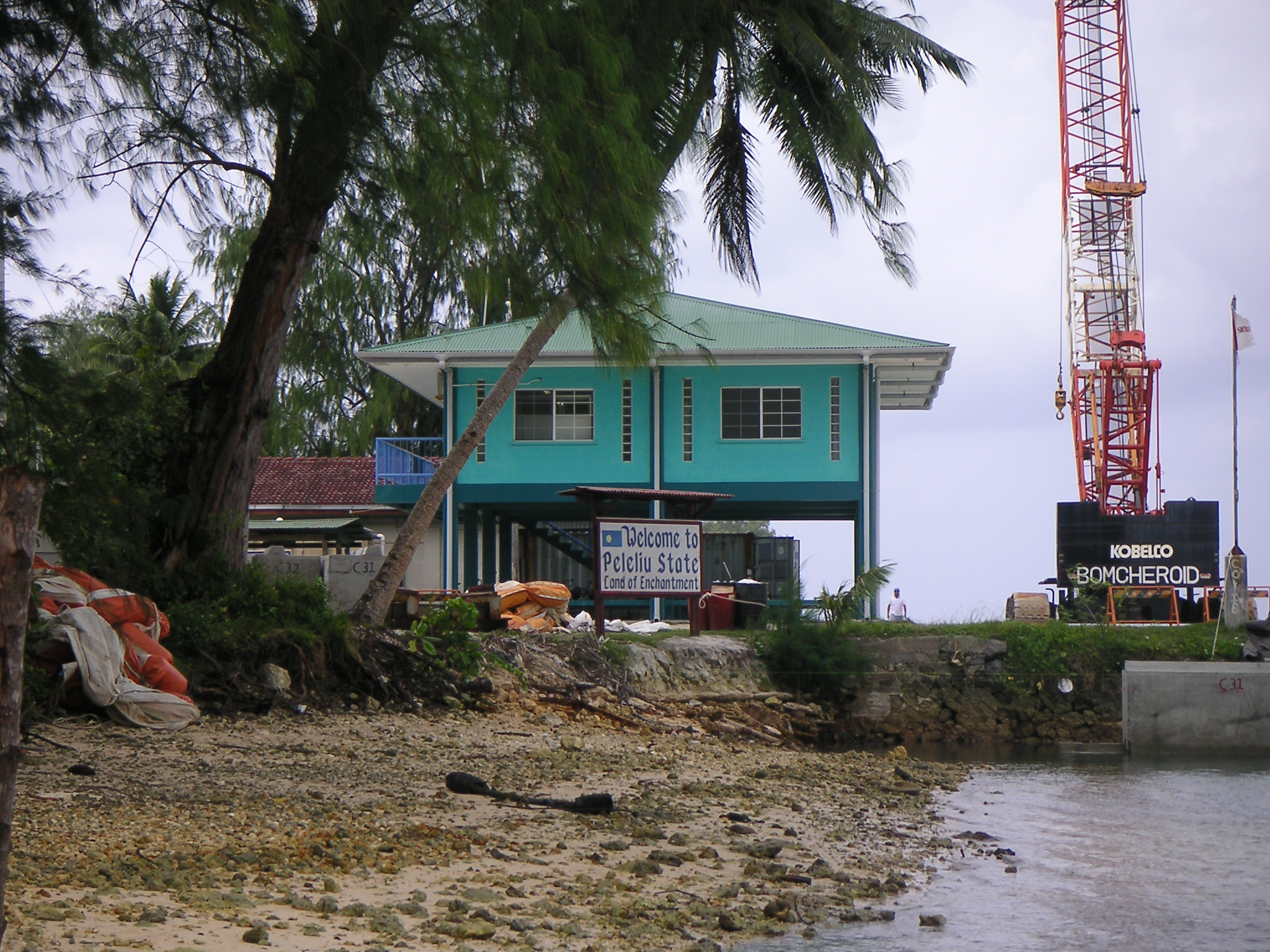
Клоулклабед

Пелелиу (палау. Peleliu) — остров в штате Пелелиу в микронезийском государстве Палау в Тихом океане. Расположен к северо-востоку от острова Ангаур и к югу от Корора. Пелелиу имеет общую площадь 13 км² (5 миль²).

## История
Остров был местом битвы за Пелелиу во Второй мировой войне, поэтому он является памятным местом для американских и японских войск. Многие солдаты погибли на пляжах и в пещерах острова. В ходе боёв местное население не пострадало, т.к. было ранее эвакуировано на другие острова Палау. Многие из военных объектов эпохи, таких как взлетно-посадочная полоса, до сих пор целы, и следы кораблекрушения на поле боя остаются видны и сегодня.

## Население
По состоянию на 2005 год численность населения составляла 702 человек, что делает его третьим самым густонаселенным штатом Палау. Большая часть населения острова проживает в деревне Клоулклабед, основном экономическом центре острова. На острове расположены в общей сложности четыре деревни:
- 1. Клоулклабед
- 2. Имелехол
- 3. Ладемисанг
- 4. Онгеиудел

## В массовой культуре
- В игре Call of Duty World at War в четырёх миссиях игрок участвует в боях за Пелелиу.
- В телесериале Тихий океан в нескольких сериях показывают бои за Пелелиу.